# Can Tomàs (Amer)
Can Tomàs és una casa d'Amer (Selva) inclosa a l'Inventari del Patrimoni Arquitectònic de Catalunya.

## Descripció
Edifici entre mitgeres de tres plantes i coberta de doble vessant a façana situada al costat esquerre del carrer Girona. La façana, d'una sola crugia, està arrebossada i pintada de blanc a excepció d'alguns emmarcaments d'obertures de pedra i fusta.
La planta baixa consta d'una porta de permòduls, amb brancals de pedra sorrenca de grans blocs i llinda de biga de fusta de grans dimensions.
El primer pis conté una finestra emmarcada de grans blocs de pedra amb forma d'arc conopial, llinda monolítica i ampit decorat amb dues fileres de motllures.
El segon pis presenta una finestra quadrada, d'obra de rajola i ciment amb interior de persiana de fusta.
El ràfec emergent està format per 8 bigues de ciment armat.

## Història
Casa originària del segle xviii, amb reformes i ampliacions durant el segle xx.